# Gravis Ultrasound

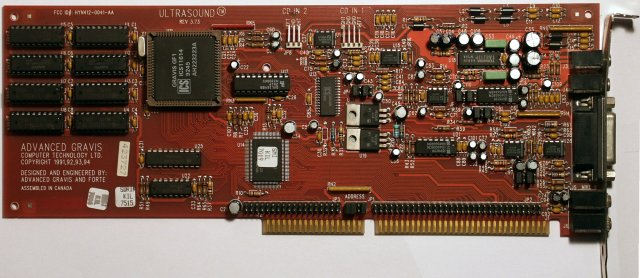
Gravis UltraSound (Classic)

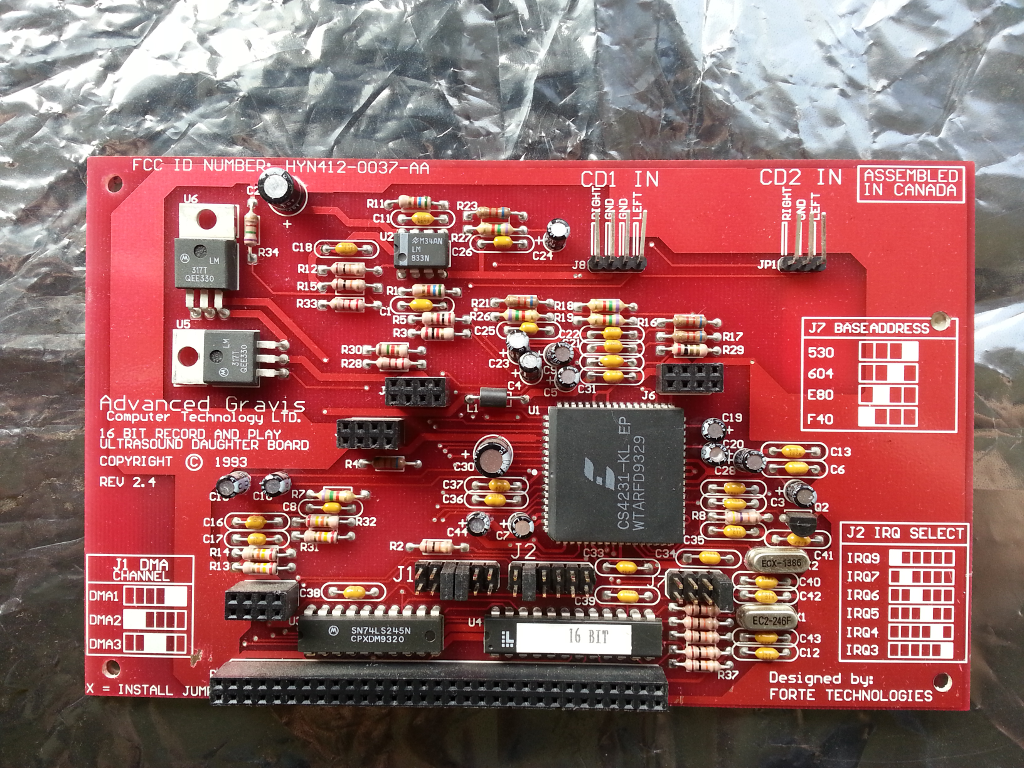
16-bit recording daughterboard

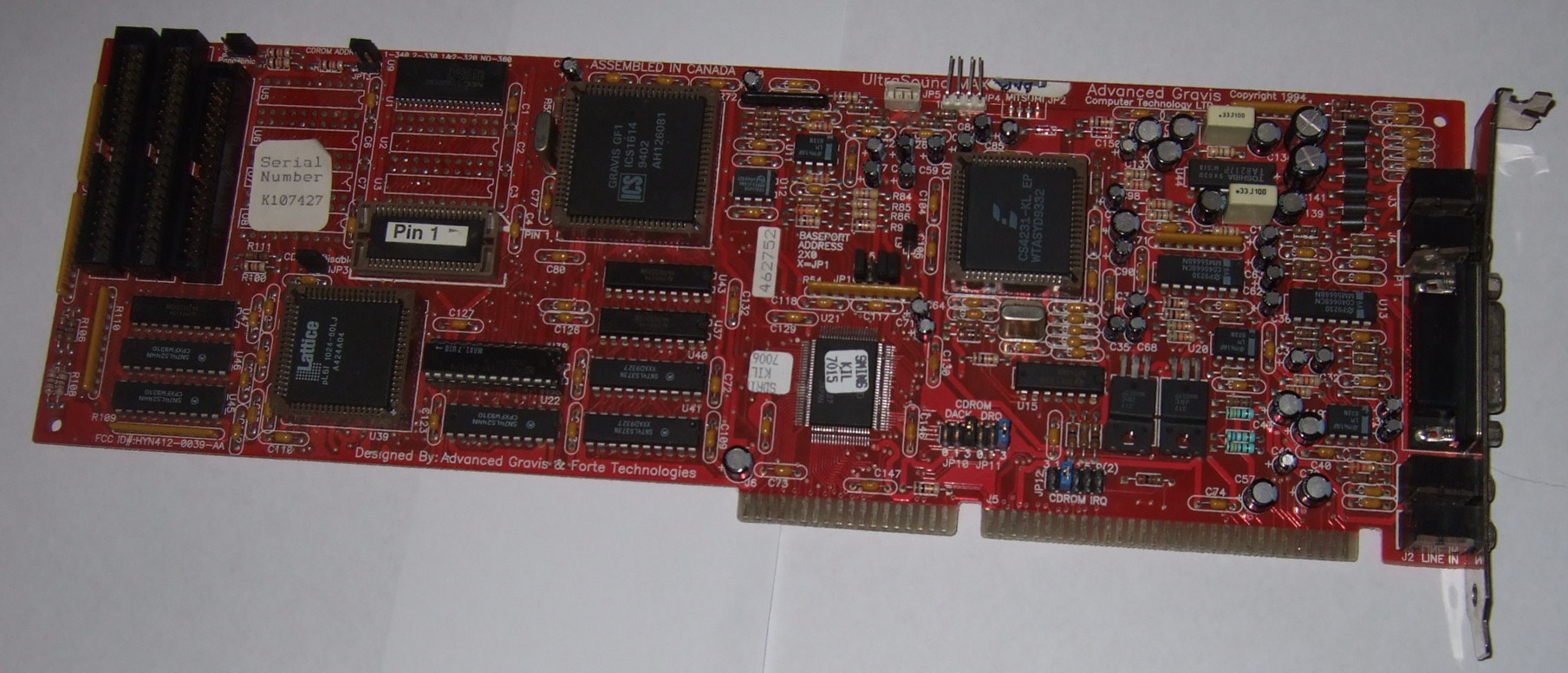
Gravis UltraSound MAX

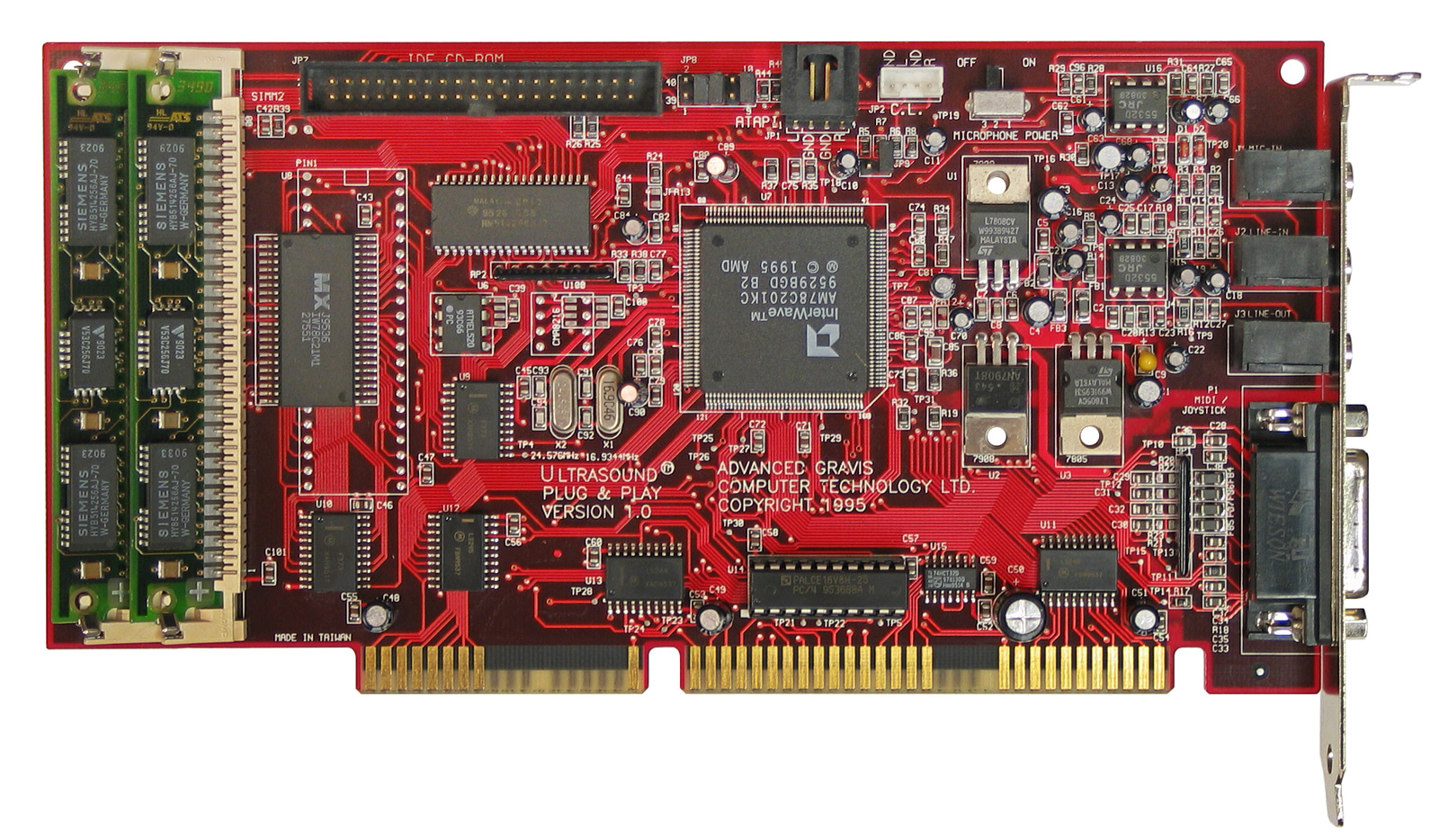
Gravis UltraSound PnP Pro

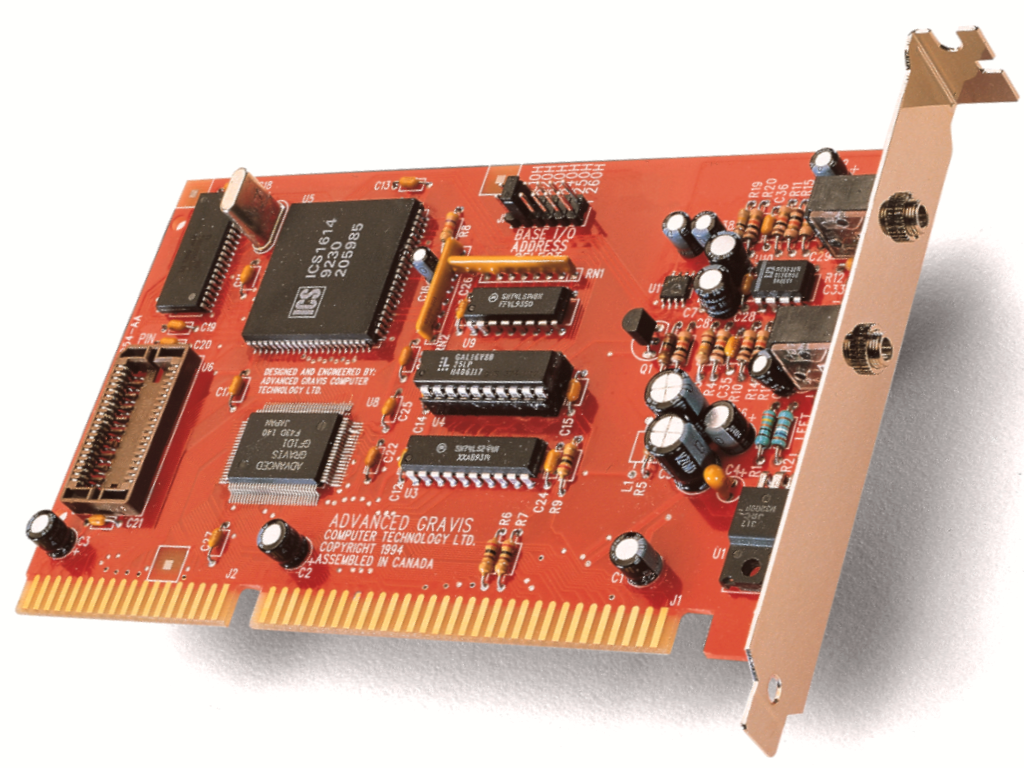
Gravis UltraSound ACE

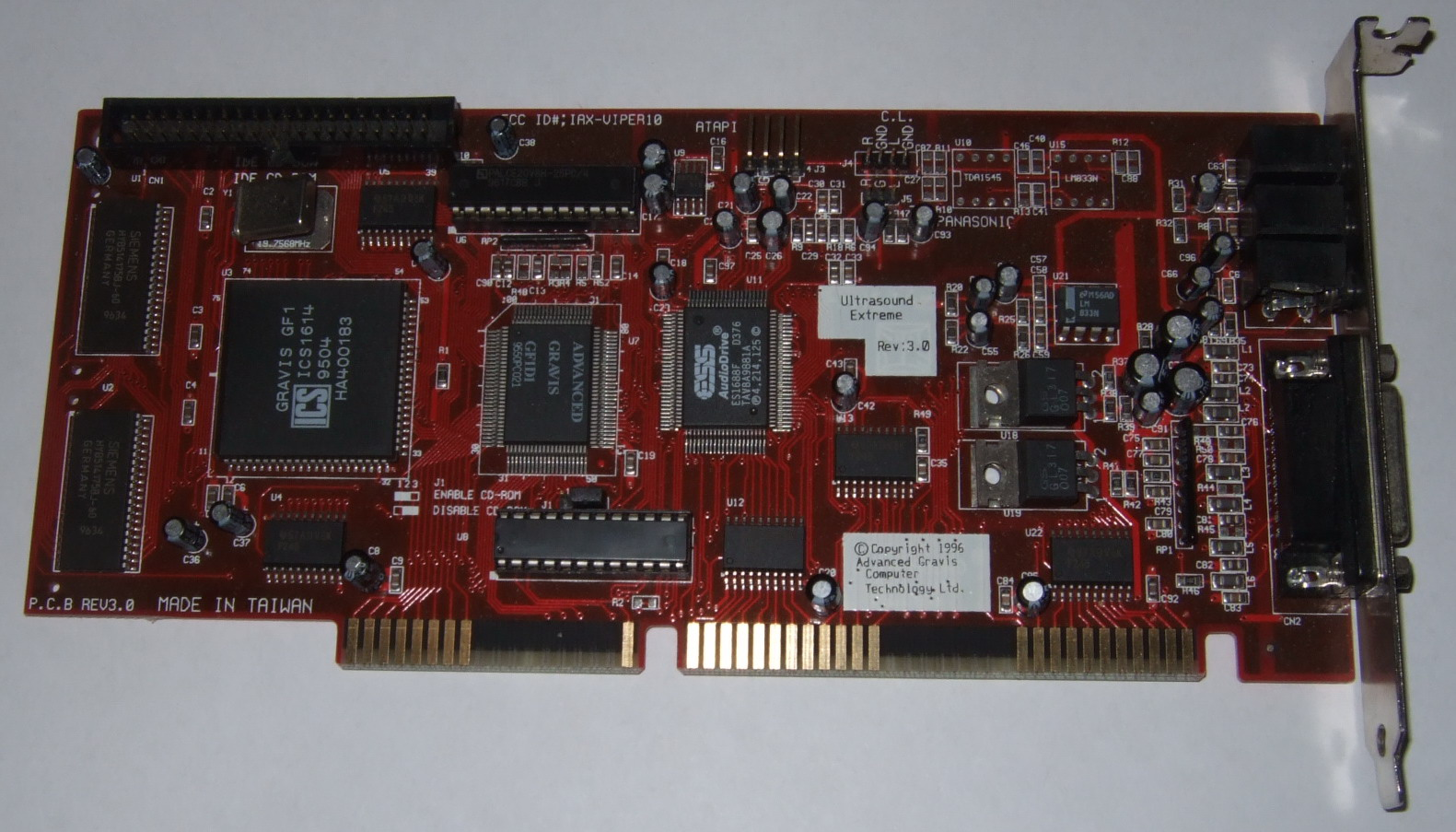
Gravis UltraSound Extreme

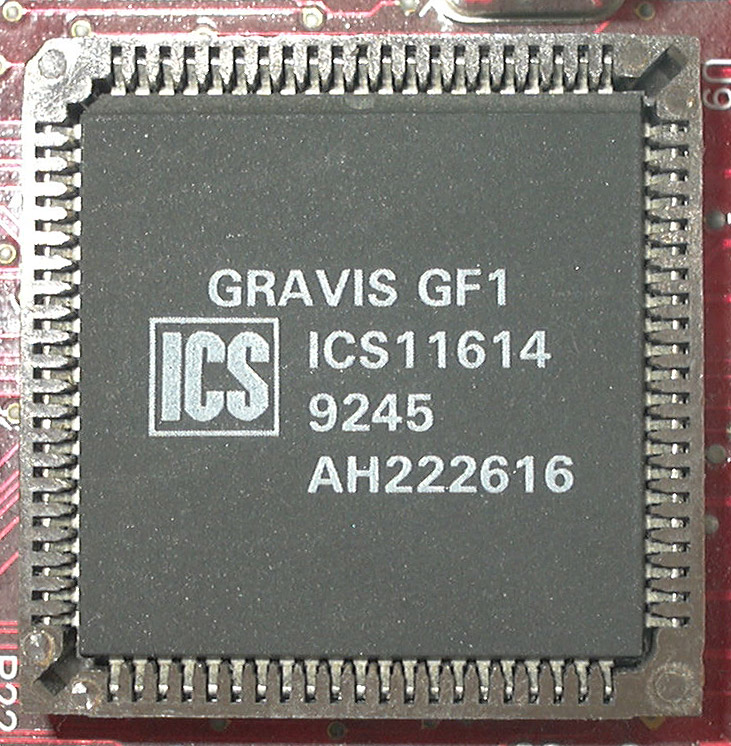
De GF1 chip

Gravis UltraSound of kortweg GUS was een geluidskaart voor de IBM Personal Computer en compatible PC's gemaakt door het Canadese Advanced Gravis Computer Technology Ltd. De kaart was voornamelijk populair in demoscenes omwille van zijn superieure geluidskwaliteit in vergelijking met concurrerende kaarten uit dezelfde prijsklasse.
Het unieke aan de Gravis Ultrasound was het gebruik van wavetables en samples-technologie om van echte klanken geluid te genereren in plaats van artificieel computergegenereerde geluidsgolven. Concurrerende geluidskaarten gebruikten namelijk nog volop FM-synthese. Het grote verschil is dat FM-synthese op een kunstmatige wijze een klank tracht na te bootsen die (met wat fantasie) overeenkomt met een bepaald instrument. Bij wavetables gebruikt men een sample dat afkomstig is van het betreffende instrument. Bij een wavetable zal een piano daadwerkelijk klinken als een piano, een klarinet als een klarinet, ... Hierdoor klonk een MIDI-bestand op een GUS-kaart opmerkelijk beter en realistischer. Daarnaast konden deze klanken nog getweakt worden en kon de kaart 32 audio-kanalen gelijktijdig gebruiken. 
Ondanks het feit dat de kaart iets duurder was dan deze van grote concurrent Sound Blaster, overtroefde GUS sommige professionele muziekkaarten. Muziekhobbyisten, fervente gamers, ... verkozen daardoor de GUS omwille van de veel betere muziekkwaliteit.
Desondanks ging het bedrijf failliet. De architectuur van de kaart was voor systeembouwers moeilijk te implementeren. Verschillende spelontwikkelaars hadden problemen om hun spellen te laten werken met de Gravis-kaart. Eindgebruikers ondervonden problemen om Sound Blaster-emulatie in hun aangekochte spellen/software te laten werken. Ondanks Gravis regelmatig updates uitbracht van hun drivers en spelproducenten patches uitbrachten om de kaart alsnog te laten werken, kwamen deze moeilijk bij de eindgebruiker. Deze laatste had namelijk nog geen internet, dus moest via zijn winkelier of per post in het bezit komen van deze patches. Ten slotte was het in een tijd waarin bijna niemand internet had, ook moeilijk om patches aan te kondigen. Omwille van deze aanhoudende problemen besloten meer en meer spelontwikkelaars om Gravis-kaarten niet meer te ondersteunen. Toen Creative Labs hun "Sound Blaster AWE" uitbracht, schakelden ook veel eindgebruikers om om van de aanhoudende Gravis-problemen verlost te zijn.
Een andere doodsteek was door "Advanced Gravis Computer Technology" zelf: zij publiceerden lijsten met toekomstige spellen die compatibel zouden zijn met hun geluidskaarten, maar wat uiteindelijk zo niet bleek te zijn.
Uiteindelijk diende het bedrijf hun afdeling met geluidskaarten op te doeken en stond het op het randje van het faillissement. Het bedrijf werd opgekocht door Kensington Technology Group en ging terug naar hun oorspronkelijke hoofdmarkt: joysticks en gamepads.

## Uitgebrachte kaarten
- UltraSound (Classic)
- UltraSound MAX
- UltraSound Plug & Play (PnP)
- UltraSound ACE (Audio Card Enhancer)
- UltraSound CD3
- UltraSound Extreme